# St. Lucia (Schlammersdorf)
Die römisch-katholische Pfarrkirche St. Lucia in der oberpfälzischen Gemeinde Schlammersdorf im Landkreis Neustadt an der Waldnaab gehört zur Klosterpfarrei Speinshart.

## Geschichte
1250 gründeten die Ortsadeligen Schlammersdorfer hier eine eigene Pfarrei und errichteten eine Kirche, für die der Regensburger Bischof Siegfried Zehentrechte verlieh. Dabei ist davon auszugehen, dass Schlammersdorf zuerst zu der Urpfarrei Mockersdorf gehört hat. Die Ortsadeligen stellten für den Pfarrer Wohnung und Einkünfte zur Verfügung und hatten dafür bis 1861 das Präsentationsrecht. Schlammersdorf wird in den ältesten Verzeichnissen der Pfarreien des Bistums Regensburg von 1286, 1326 und 1438 als eigene Pfarrei bezeichnet.
Nach dem Religionsmandat von Kurfürst Ottheinrich vom 22. Juni 1542 wurde die Oberpfalz lutherisch und machte nach dem Prinzip des Cuius regio, eius religio einen mehrmaligen Bekenntniswechsel vom Luthertum zum Kalvinismus mit. Nachdem die Oberpfalz im Zuge des Dreißigjährigen Krieges 1628 an Kurfürst Maximilian kam, wurde durch die Gegenreformation der katholische Glaube wieder als verpflichtende Religion eingeführt. Das Kloster Speinshart betreute vorerst die Pfarrei Schlammersdorf, von 1630 bis 1679 war Schlammersdorf eine Filiale von Kirchenthumbach und kam 1679 als Filiale wieder an die Pfarrei Mockersdorf. 1711 wurde Schlammersdorf aufgrund der Bemühungen von Kooperator Jakob Hösl erneut zu einer eigenständigen Pfarrei.
Die alte Kirche hatte, wie auf einem Fresko in der neu erbauten Kirche zu sehen ist, einen mit Schiefer gedeckten Glockenturm. Beim Neubau der Kirche von 1755 wurden er und die ganze Kirche abgerissen und zwischen 1775 und 1777 entstand ein Neubau; anstatt des Kirchturms wurde ein Dachreiter am Westgiebel aufgesetzt. Pfarrer Georg Michael Brändtl konnte am 20. Juli 1777 die Kirche einweihen, die feierliche Konsekration vollzog am 13. Juli 1778 Weihbischof Adam Ernst von Bernclau „zu Ehren der Jungfrau und Märthyrin Luzia“.
Der barocke Bau erschien in der Mitte des 20. Jahrhunderts als zu klein, sodass unter Pfarrer Johann Brunner eine Erweiterung ins Auge gefasst wurde. Den Plan hierzu arbeitete Architekt Karl Wirthenson aus. Die Grundsteinlegung fand am 16. Mai 1951 statt. Das barocke Kirchenschiff wurde erhalten und die Kirche an der Chorseite um mehr als die doppelte Länge erweitert.

## Baulichkeit
Der Bau ist heute eine Saalkirche mit einem Satteldach. Das westliche Langhaus ist aus Sandsteinquadern errichtet. Der Flankenturm ist mit einer Zwiebelhaube gedeckt und 30 m hoch,  er wurde 1952/53 an der Südseite angebaut und der frühere Dachreiter wurde dabei entfernt. An der Nordseite wurde eine Sakristei angebaut. Die Turmuhr wurde 1941 von der Firma Rauscher aus Regensburg geliefert, 1958 elektrifiziert und 1984 mit einer funksynchronen Empfangsanlage versehen.

## Innenausstattung
Der Hochaltar wurde 1780 von Anton Eckmann aus Kemnath gefertigt. Das Altarbild zeigt den Tod der hl. Luzia und wurde 1780 von Josef Kramolín geschaffen. Assistenzfiguren sind (links) der hl. Petrus und (rechts) der hl. Paulus. Neben dem Tabernakel stehen darauf zwei Reliquienschreine mit Reliquien der hl. Luzia. Zudem finden sich am Altar Statuen des hl. Georg und des Erzengels Raphael aus späterer Zeit.
Im Chorraum sind eine Herz-Mariä- und eine Bruder Konrad-Statue aufgestellt. Die spätbarocken Seitenaltäre stammen aus der Pfarrkirche von Auerbach. Die Altarblätter stammen wiederum von Josef Kramolín. Am linken Seitenaltar wird der hl. Franz Xaver auf dem Sterbebett dargestellt; im Altarauszug befindet sich ein Bild des hl. Wendelin, barocke Assistenzfiguren sind der Evangelist Johannes und der hl. Antonius von Padua. Der rechte Seitenaltar ist dem hl. Johannes Baptist gewidmet, im  Altarauszug ist ein Bild des hl. Sebastian, das von Joseph Marquard Treu aus Bamberg gemalt wurde. An der Nordseite befindet sich noch ein Marienaltar aus der Vorgängerkirche. Das Altarbild zeigt die Verkündigung Mariä, auf dem Altar stehen auch zwei spätgotische Assistenzfiguren, nämlich links die hl. Katharina und rechts die hl. Barbara, im Auszug ist ein Bild von Gottvater aus späterer Zeit.
Das wundertätige Liebfrauenbild von Schlammersdorf ist verschollen; aber auf einem Tabernakel, der an der Stelle des früher vorhandenen Bildes aufgestellt wurde, ist eine Kopie der „wunderthätigen Mutter Gottes von Schlammersdorf“ abgebildet.
Ein Volksaltar wurde aus Teilen einer barocken Kommunionbank von Schreinermeister Manfred Pittner gefertigt und am 24. Juni 1979 von Weihbischofs Vinzenz Guggenberger zu Ehren der hl. Luzia geweiht.
Die Kanzel wurde 1777 von Schreinermeister Jakob Steinl ein Speinshart geschaffen. Auf dem Schalldeckel sind zwei Tafeln mit den zehn Geboten und darüber ein Auge Gottes angebracht. Auch der Taufstein ist von 1777 und wurde von Georg Preisinger aus hellem Sandstein geschaffen. Die Bilder des Kreuzwegs sind 1872/74 von dem Maler und Vergolder Joseph Schrödl aus Reinhausen geschaffen worden.
Im Kircheninneren befindet sich an der Südseite ein Epitaph mit den Buchstaben MFVG, der Jahreszahl 1802 und dem Gravenreuther Wappen, es bezieht sich auf den Tod des Moritz Karl Max Josef Freiherr von Gravenreuth, der hier am  15. Juni 1802 verstorben ist. An der nördlichen Außenwand ist ein Epitaph des Ernst Freiherr von Hirschberg.

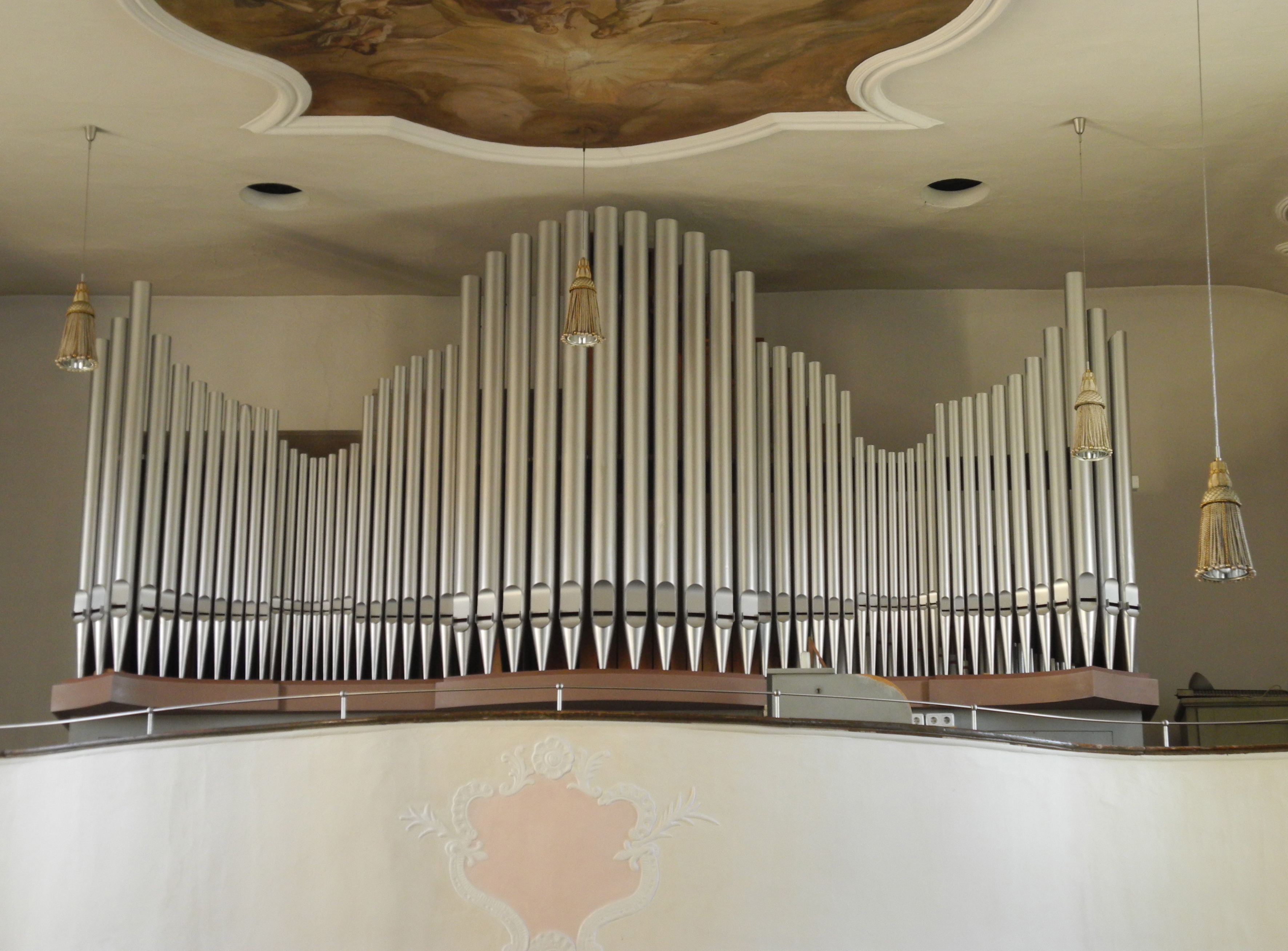
Orgelprospekt in der Kirche St. Lucia

## Orgel
Eine Vorgängerorgel wurde 1847 von dem Orgelbauer Friedrich Specht aus Amberg geschaffen. Sie wurde 1953 nach St. Quirin in Mainz verkauft. Im gleichen Jahr wurde von der Orgelbaufirma Michael Weise aus Plattling eine vollpneumatische Orgel mit 16 Registern aufgestellt.

## Glocken
Die Kirche besitzt fünf Glocken. Die älteste ist die 1780 von Johann Erhard Kissner aus Stadtamhof gegossene „Frauenglocke“ (125 kg, Schlagton d‘‘); sie trägt die Inschrift Verbum caro factum est. Von 1900 stammt die von den Gebrüdern Klaus in Heidingsfeld geschaffene „Marienglocke“ (260 kg, Schlagton h‘); sie trägt die Inschrift Ave Maria, gratia plena, Dominus tecum. Die drei größeren Glocken wurden 1958 von der Firma Georg Hofweber aus Regensburg gefertigt. Die „Michaelsglocke“ (400 kg, Schlagton a‘) zeigt den Schriftzug Inschrift Unüberwindlich starker Held, St. Michael, komm uns zu Hilf, rett mit die Welt, hilf uns hie kämpfen, die Feinde dämpfen, St. Michael. Die „Luziaglocke“ (700 kg, Schlagton fis‘) trägt den Refrain eines Luzialiedes Ave, Jungfrau, Märtyrerin, sei bei Gott und Mittlerin! O bitt‘ für uns, Sankt Luzia! Die größte Glocke ist die „Christkönigsglocke“ (1450 kg, Schlagton c‘) mit der Inschrift Christus, mein König, dir allein schwör ich die Liebe lilienrein, bis in den Tod die Treue.